# Корнелія Лехнер
Корнелія Лехнер (нім. Cornelia Lechner; нар. 13 листопада 1966) — колишня німецька тенісистка.
Найвищу одиночну позицію світового рейтингу — 190 місце досягла 21 грудня 1986, парну — 229 місце — 21 грудня 1986 року.

## Фінали ITF

### Одиночний розряд: 3 (1–2)
| Результат | Ранг | Дата           | Турнір                            | Покриття | Суперниця      | Рахунок       |
| --------- | ---- | -------------- | --------------------------------- | -------- | -------------- | ------------- |
| Поразка   | 1.   | 27 жовтня 1985 | Олбері, Австралія                 | Трава    | Аманда Тобін   | 3–6, 2–6      |
| Перемога  | 1.   | 4 серпня 1986  | Реда-Віденбрюк, Західна Німеччина | Ґрунт    | Гайке Томс     | 6–1, 3–6, 6–2 |
| Поразка   | 2.   | 31 серпня 1987 | Vilamoura, Португалія             | Ґрунт    | Емануела Зардо | 1–6, 3–6      |

### Парний розряд: 2 (2–0)
| Результат | Ранг | Дата           | Турнір          | Покриття | Партнерка      | Суперниці                 | Рахунок       |
| --------- | ---- | -------------- | --------------- | -------- | -------------- | ------------------------- | ------------- |
| Перемога  | 1.   | 16 квітня 1984 | Верона, Італія  | Ґрунт    | Петра Кеппелер | Аннетт Галлі Андреа Песак | 2–6, 6–4, 6–3 |
| Перемога  | 2.   | 6 грудня 1986  | Ферінігінг, ПАР | Тверде   | Мері Дейлі     | Валда Лейк Кейті Рікетт   | 6–4, 6–1      |